# Re-Machined: A Tribute to Deep Purple’s Machine Head
Re-Machined: A Tribute to Deep Purple’s Machine Head — трибьют-альбом, записанный различными музыкантами и изданный в 2012 году. В него вошли кавер-версии песен из пластинки Machine Head группы Deep Purple, выпущенной в 1972 году.

## Список композиций
Слова и музыка всех песен — Ричи Блэкмор, Иэн Гиллан, Роджер Гловер, Джон Лорд и Иэн Пейс.
| №  | Название                 | Исполнитель                                | Длительность |
| -- | ------------------------ | ------------------------------------------ | ------------ |
| 1. | «Smoke on the Water»     | Карлос Сантана, Джекоби Шэддикс            | 5:05         |
| 2. | «Highway Star» (Live)    | Chickenfoot                                | 7:05         |
| 3. | «Maybe I'm a Leo»        | Гленн Хьюз и Чад Смит                      | 4:59         |
| 4. | «Pictures of Home»       | Black Label Society                        | 3:30         |
| 5. | «Never Before»           | Kings of Chaos                             | 4:05         |
| 6. | «Smoke on the Water»     | The Flaming Lips и Гибби Хейнс             | 4:25         |
| 7. | «Lazy»                   | Джимми Барнс, Брэд Уитфорд и Джо Бонамасса | 8:53         |
| 8. | «Space Truckin'»         | Iron Maiden                                | 3:27         |
| 9. | «When a Blind Man Cries» | Metallica                                  | 4:37         |

| №   | Название       | Исполнитель                     | Длительность |
| --- | -------------- | ------------------------------- | ------------ |
| 10. | «Highway Star» | Гленн Хьюз, Стив Вай и Чад Смит | 6:18         |